# José María Esparza Zabalegui
José María Esparza Zabalegui (Tafalla, 23 de noviembre de 1951) es un escritor y editor en lengua vasca y española.

## Biografía
José María Esparza estudió en los Salesianos de Pamplona. Trabajó en la fundición Luzuriaga durante 20 años, entre los 17 y los 37 años. Activista sindical y social, durante las primeras elecciones municipales de la Democracia, en 1979, fue elegido concejal de su localidad natal, Tafalla, en la lista Agrupación Electoral Popular. 
En 1980 editó sus primeros trabajos sobre historia local y colaboró con José María Jimeno Jurío en investigaciones de la comarca. En 1985 fundó con otros Altaffaylla Kultur Taldea y publicaron varios libros sobre la guerra civil. En 1988 se convirtió en director y editor de la editorial Txalaparta.
Miembro fundador de diversas asociaciones, ha mantenido siempre su activismo social, sobre todo en relación con la edición independiente, la prensa local, la cultura vasca, la memoria histórica y el patrimonio inmatriculado por la Iglesia católica.

## Obras

### Trayectoria
Autor de cientos de artículos, Esparza ha publicado más de 20 libros, además de otros de forma anónima o colectiva, entre los que se cuenta en sus inicios la obra Jotas heréticas de Navarra (Altaffaylla). Destaca la obra colectiva Navarra 1936. De la Esperanza al Terror, editada en 1985, pionera en el tema de la memoria histórica, que ha tenido gran trascendencia dentro y fuera de Navarra.
También destaca su Historia de Tafalla / Tafallaren Historia, en dos tomos (tanto en euskera como en castellano). Sus temas más habituales son el costumbrismo navarro (cancionero, jotas, léxico, fotografía); la Historia (¡Abajo las Quintas!; Potosí; Nuestro pueblo despertará; La Sima…); el ensayo político-histórico, (Réquiem para sordos; Cien razones por las que dejé de ser español; Mapas para una Nación; Vascosnavarros…) y, últimamente, la cartografía vasconavarra. La mayoría de sus libros han tenido varias ediciones.

### Enumeración de títulos
- (es) Tafalla Vascona: aportaciones a la historia de Tafalla y su comarca, José Mari Esparza, 1980, 145 p., ISBN 8430018816.
- (es) Un camino cortado: Tafalla, 1900-1939, Elkar, 1985, 299 p., ISBN 8475292313.
- (es) Navarra 1936. De la esperanza al terror, con Mari Jose Ruiz Vilas y Juan Carlos Berrio Zaratiegui (VV.AA.), Tafalla, Altaffaylla, 1986, 875 p., ISBN 9788493752257.
- (es) Jotas Heréticas de Navarra, Altaffaylla, 1988, 200 p., ISBN 9788493752257.
- (es) Obreros somos…1969-1989. El Movimiento Obrero en la comarca de Tafalla, Altaffaylla, 1989, 160 p., ISBN 8440469043.
- (es) Abajo las quintas! La oposición histórica de Navarra al ejército español, Txalaparta, 1994, 337 p., ISBN 8481369195.
- (es) Potosí: andanzas de un navarro en la guerra de las naciones, Txalaparta, 1996, 259 p., ISBN 8481360287.
- (eu) Tafallaren historia, Altaffaylla, 2001, 2 t., 1522 p., ISBN 8493095737.
- (es) Historia de Tafalla, Altaffaylla, 2001; 2 t.. 1522 p., ISBN 8493095702.
- (es) Réquiem para sordos, Txalaparta, 2004; 294 p., ISBN 8481363871.
- (es) Cien razones por las que dejé de ser español, Txalaparta, 2006, 376 p., ISBN   8481364657.
- (es) Como puta por rastrojo. Origen y uso de algunos dichos navarros, con Sergio Eskiroz, Altaffaylla, 2009; 152 p., ISBN 9788493478261.
- (es) Tafalla. Historia y Fotografía. Historia eta Argazkilaritza. 1867-1930. Coord. (VV.AA.) Altaffaylla, 2009; 354 P., ISBN 9788493752200.
- (es) Escándalo Monumental. La privatización de las iglesias, ermitas, casas, tierras y otros bienes públicos de Navarra. Coord. (VV.AA), Altaffaylla, 2009; 324 p., ISBN 9788493478223.
- (es) Mapas para una Nación. Euskal Herria en la cartografía y en los testimonios históricos, Txalaparta, 2011; 232 p., ISBN 848136620X.
- (eu). Euskal Herria kartografian eta testigantza historikoetan,  Berria, 2012, 127 p.,  ISBN 978-84-936037-9-3.
- (es) Vascosnavarros. Guía de su identidad, lengua y territorialidad, Txalaparta, 2012, 856 p., ISBN 8415313411.
- (es) Los Pajes de Tafalla. Pioneros de la Jota navarra. Coord. (VV.AA), Altaffaylla, 2013; 258 p., ISBN 9788494055812.
- (es)  La sima. ¿Qué fue de la familia Sagardia?, Txalaparta, 2015; 192 p., ISBN 9788416350179.
- (es)  Nuestro pueblo despertará. David Jaime y la República vasconavarra, Txalaparta, 2016; 328 p., ISBN 9788416350445.
- (es)  Tres tristes trileros. Del Burgo, Arbeloa y Aizpun. Franquismo, transición y territorialidad, con  Floren Aoiz  y Patxi Zabaleta, Txalaparta, 2016, 334 p., ISBN 9788416350643.
- (es)  Apología. Memorias de un editor rojo-separatista, Txalaparta, 2018, 342 p., ISBN 9788417065546.
- (es) Biografía del Gernikako Arbola. Himno de Euskal Herria, Txalaparta, 2020, 246 p., ISBN 9788418252334.
- (eu) Gernikako Arbolaren biografia. Euskal Herriko ereserkia, Altaffaylla 2020, 248 p., ISBN 9788418252419.